# 圣大医疗
芜湖圣大医疗器械技术股份有限公司（新三板除牌前：835127，简称：圣大医疗）是一家曾在中国新三板挂牌的上市公司，主营业务为一次性包皮环切吻合器的研发、生产与销售。
公司成立于2005年6月，2015年12月24日在新三板挂牌上市，主办券商为国元证券。
公司现任董事长为商建忠，2014年曾获中国发明协会第八届“发明创业奖•人物奖”。
2017年，公司实现营业收入2039.01万元，同比增长3.55%；实现净利润242.19万元，同比增长40.07%。